# Zaya
La Zaya est une rivière autrichienne de 58 km de long qui coule dans la région du Weinviertel dans le land de Basse-Autriche. Elle est un affluent de la Morava, elle est donc un sous-affluent du Danube.